# Monts Parâng
Les monts Parâng désignent un massif de montagnes culminant à 2 518 m d'altitude au Parângu Mare. Une petite station de ski, Păltiniș a été développée à proximité immédiate. Ils sont situés près de Petroșani dans le județ de Hunedoara, dans la région de Transylvanie, dans l'ouest de la Roumanie.

## Situation et topographie

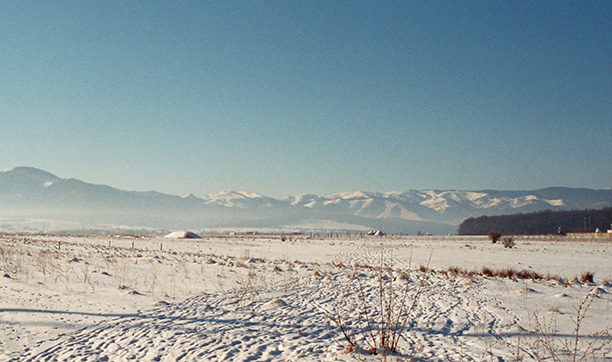
Vue des monts Cindrel.

Les monts Parâng font partie des Alpes de Transylvanie. Ils sont délimités à l'ouest par la vallée du Jiu et à l'est par la rivière Olteț et le ruisseau Lotru.
Du sommet du Parângul Mare (2 519 m) se détachent différents chaînons montagneux : 
- les monts Căpățânii (en direction de l'est) ;
- les monts Lotru (en direction du nord-est) ;
- les monts Latoriței ;
- les monts Cindrel ;
- les monts Șureanu (vers le nord-ouest).

Les principaux sommets sont :
- Parângul Mare (2 519 m) ;
- Gemănarea (2 426 m) ;
- Stoinița, (2 421 m) ;
- Cârja (2 405 m).